# Magyar zászló a New York-i Szabadság-szobron 1956-ban

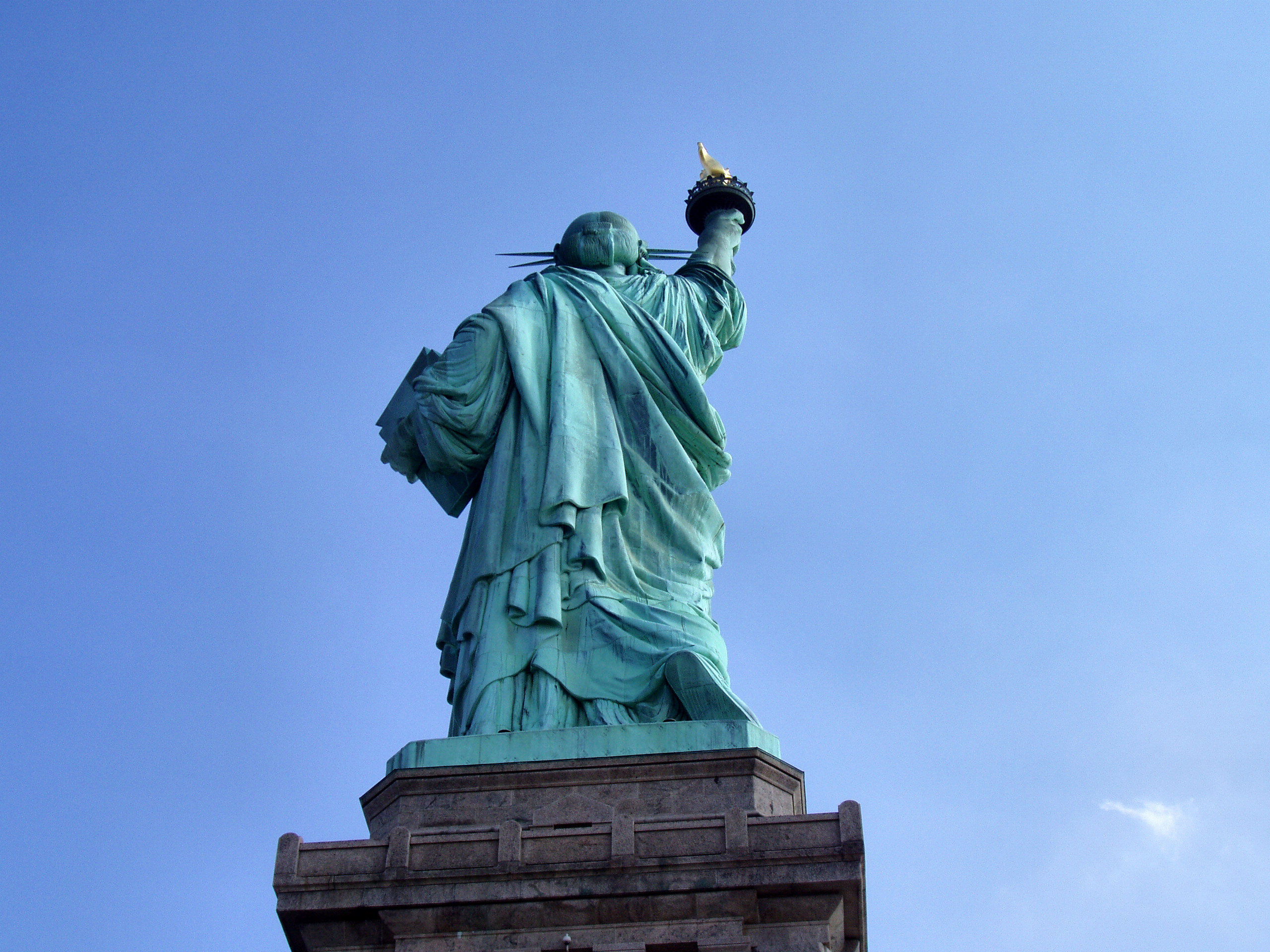
A magyar zászló a fáklya széléről lobogott.

A New York-i Szabadság-szobron 1956. november 18-án, vasárnap reggel fél órán át egy hatalmas magyar zászló lobogott, amelyet magyar emigránsok egy csoportja tűzött ki, hogy szimpátiát keltsen a szovjet hadsereg által azokban a hetekben elfojtott 1956-os magyar forradalom iránt.
Az esemény hatalmas feltűnést keltett, vezető helyen számoltak be róla az amerikai lapok, rádiók és televíziók, valamint világgá röpítették a hírt a nemzetközi hírügynökségek.

## Az előkészületek
Az akciót Sisa István, a Free World Review szerkesztője newarki lakásán eszelte ki egy csoport magyar emigráns, köztük Juharos István festőművész és Mártonffy István mérnök segítségével. Többféle erőszakmentes, figyelemfelkeltő akciót fontolgattak, és amikor a Szabadság-szoborra terelődött a beszélgetés, magától értetődően adódott a magyar zászló kitűzésének gondolata.
Mártonffy egy 15 fős csoporttal az akció fizikai lebonyolításának feladatát vállalta, Keviczky Kálmán az események lefilmezését, Sisa pedig azt, hogy felveszi a kapcsolatot az amerikai lapokkal és rádiókkal. A hét méter hosszú, három méter széles zászló és a még nagyobb, fehér alapú felirat elkészítését emigráns magyar lányok vállalták.
Az akciót eredetileg november 17-e, szombat délelőttre tervezték, mivel azt gondolták, a másnapi vasárnapi lapok révén így lehet a legnagyobb nyilvánosságra szert tenni. A csoport össze is gyűlt a Manhattan csúcsán lévő Battery Parkban, de teljes szélcsend és eső volt (ami elriasztja a látogatókat a szobortól), emiatt a zászló kitűzését másnapra halasztották. A tervet aprólékosan ki kellett számítaniuk, hogy a zászlót pont akkor tudják kibontani, amikor a következő kirándulóhajó a szobor alá ér.

## A zászló kitűzése
A zászlót Mártonffy a teste köré csavarva rejtette el. Amikor a zászlóval együtt elindultak felfelé a szoborban, a csoport más tagjai különböző ürügyekkel lelassították az ugyanazzal a hajóval érkezett, és ugyancsak felfelé igyekvő turistákat.
Fent Mártonffyék leverték a fáklyához vezető szűk csigalépcső ajtaját elzáró lakatot, és hamarosan kibontották a zászlót. A kívül maradtak fényképezni és filmezni kezdtek. A turisták csak akkor értették meg, mi is történt, amikor a szobor talapzatán is kibomlott a felirat: "STOP GENOCIDE, SAVE HUNGARY".
Sisa István közben a manhattani partról megkezdte a média tájékoztatását. A helyszín felett megjelent a Daily News helikoptere, majd egy másik gép is. Időközben a feljutott turisták jelentették a szobor őrségének, hogy fönt valami történt. Mire az őrök felértek és bevonták a zászlót, az mintegy fél órán át lengett a Szabadság-szoborról.
Az őrök igazoltatták a magyar csoportot, Mártonffy segítségével jegyzőkönyvet vettek fel. A zászlót elkobozták, ahogy a katolikusok Magyar Vasárnapja cikkének emlékezője, K. István elmondta: a szobormúzeum számára. (Nincs rá forrás, hogy még mindig megvan-e).
Az akció résztvevői közül senkit nem tartóztattak le, bár tettük illegális volt.

## A médiareakció
K. István emlékezése szerint már hazafelé menet az autórádióban azt hallották, hogy valamennyi fő állomás vezető helyen számolt be az eseményről. Este a televízió a Keviczky Kálmán összeállította filmanyagot mutatta be, amelyen még az is szerepelt, hogyan varrták a magyar asszonyok a zászlót. "Másnap a vezető lapok (The New York Times, Daily News, Daily Mirror) első oldalas, képes szenzációként tárgyalták az eseményt, melynek hírét még előző nap világgá továbbították a nagy hírügynökségek, a Reuters, a UPI és az Associated Press" – írta K. István.

## Érdekesség
A Szabadság-szobor másik magyar vonatkozása, hogy meg sem épülhetett volna a magyar származású sajtómágnás, Pulitzer József lapjának kampánya nélkül, amelynek hatására 1885-re adakozásból összegyűlt a megépítés költsége.